# IC 3944
IC 3944 је спирална галаксија у сазвјежђу Береникина коса која се налази на листи објеката дубоког неба у Индекс каталогу.
Деклинација објекта је + 23° 46' 52" а ректасцензија 12h 58m 44,8s. Привидна величина (магнитуда) објекта IC 3944 износи 15,4 а фотографска магнитуда 16,2.